# Ahuedolu
Ahuedolu är en ö i Mikronesiens federerade stater. Den ligger i atollen Nukuoro och delstaten Pohnpei, i den sydvästra delen av landet, 500 km sydväst om huvudstaden Palikir.